# Lodewijk II van Beieren (1229-1294)
Lodewijk II van Beieren bijgenaamd de Strenge (Heidelberg, 13 april 1229 - aldaar, 2 februari 1294) was van 1253 tot 1255 hertog van Beieren en van 1253 tot 1294 paltsgraaf aan de Rijn. Na de verdeling van Beieren was hij van 1255 tot 1294 hertog van Opper-Beieren. Hij behoorde tot het huis Wittelsbach. Hij regeerde Beieren vanaf de Residentie van München.

## Levensloop
Hij was de oudste zoon van hertog Otto II van Beieren en Agnes van de Palts, dochter van paltsgraaf Hendrik V van Brunswijk aan de Rijn. 
In zijn jonge jaren deed Lodewijk II al militaire ervaring op: zo vocht hij in 1246 aan de zijde van Rooms-Duits koning Koenraad IV in diens strijd tegen landgraaf Hendrik Raspe van Thüringen en in 1251 vocht hij opnieuw aan de zijde van Koenraad IV in diens conflict met bisschop Albrecht I van Regensburg.
Na de dood van zijn vader in 1253 werden Lodewijk II en zijn jongere broer Hendrik XIII hertog van Beieren en paltsgraaf aan de Rijn. Op 28 maart 1255 verdeelden de broers hun gebieden onderling: Lodewijk II kreeg Opper-Beieren en het paltsgraaf aan de Rijn, terwijl Hendrik XIII Neder-Beieren kreeg. Lodewijk verhuisde zijn hofhouding naar een complex in München dat uitgebouwd werd tot de Residentie van München.
Ook was Lodewijk II de voogd van zijn neef Konradijn, die hertog van Zwaben was. In 1267 begeleidde hij zijn neef bij zijn veldtocht in Italië. Na een tijd keerde hij echter terug naar Beieren, waardoor Lodewijk II de ondergang van zijn neef in Napels niet meemaakte. Na een nederlaag werd Konradijn namelijk gevangengenomen en een dag later voor verraad onthoofd. Omdat Lodewijk II als erfgenaam in het testament van Konradijn vermeld stond, erfde hij bezittingen in de Opper-Palts, in het zuidwesten van Beieren en in Zwaben en het grondgebied rond de stad Sulzbach.
In 1273 ondersteunde Lodewijk II Rudolf I van Habsburg in de verkiezing voor Rooms-Duits koning. Toen Rudolf I effectief verkozen geraakte, werd Lodewijk II als dank bevestigd als machthebber in de gebieden die hij van zijn neef Konradijn geërfd had. Vanaf dan was hij een bondgenoot van het huis Habsburg en hij streed dan ook aan hun zijde in het conflict tussen Rudolf I en koning Ottokar II van Bohemen om de macht in het Heilig Roomse Rijk. In 1278 nam hij deel aan de slag bij Dürnkrut, waarbij Ottokar II verslagen werd en sneuvelde. 
Nadat Rudolf I van Habsburg in 1291 stierf, kon Lodewijk II de verkiezing van diens zoon Albrecht I tot Rooms-Duits koning niet doorzetten. Omdat Rudolf I ook de schoonvader van Lodewijk II was, erfde hij ook enkele gebieden. Daarna begon hij zijn hertogelijke macht sterk uit te bouwen.
In februari 1294 overleed Lodewijk II. Hij werd begraven in de abdij van Fürstenfeldbruck. Zijn zonen Rudolf I en Lodewijk IV erfden zijn bezittingen.

## Huwelijken en nakomelingen
In 1254 huwde hij in Landshut met Maria van Brabant (1226-1256), dochter van hertog Hendrik II van Brabant. Hun huwelijk bleef kinderloos. Eind 1255 trok Lodewijk naar zijn veraf gelegen gebied van de Rijnpalts om met geweld de orde te herstellen. Maria en haar gevolg reisden mee. Lodewijk rustte met zijn leger uit in Donauwörth, waar een burcht, genaamd Mangoldstein, de oversteek van de Donau controleerde. Lodewijk II en het leger trokken verder, terwijl Maria en de Beierse hofhouding in Donauwörth bleven. 
Volgens de verhalen zond Maria kort tijd nadien twee brieven naar haar man om hem te overtuigen terug te keren naar Donauwörth, omdat zij er zich verlaten voelde. Eén brief ging naar Lodewijk, de andere naar een ridder. De brieven werden verwisseld en Lodewijk meende dat Maria een affaire had. Woest keerde hij terug naar Donauwörth, waar hij zijn vrouw vermoordde door haar te onthoofden. Ook gooide hij haar twee hofdames over de kasteelmuren en liet de burggraaf doden die geweigerd had om Maria te onthoofden. 
Lodewijk kreeg daarop wroeging en vroeg paus Alexander IV om raad. De paus liet hem de keuze: ofwel op kruistocht gaan ofwel een klooster bouwen. Lodewijk koos voor het laatste en stichtte de Cisterciënzerabdij van Fürstenfeldbruck.
Op 24 augustus 1260 hertrouwde Lodewijk II in Heidelberg met Anna van Glogau (1240-1271), dochter van hertog Koenraad I van Glogau. Ze kregen volgende kinderen:
- Maria (geboren in 1261), werd zuster in de abdij Marienberg van Boppard
- Agnes (1262-1269)
- Hendrik (1267-1290), stierf tijdens een riddertoernooi in Neurenberg.

Na de dood van zijn tweede vrouw huwde Lodewijk II op 24 oktober 1273 in Aken met Mathilde van Habsburg (1251-1304), dochter van Rooms-Duits koning Rudolf I van Habsburg. Ze kregen volgende kinderen:
- Rudolf I (1274-1319), hertog van Opper-Beieren en paltsgraaf aan de Rijn.
- Machteld (1275-1319), huwde in 1288 met hertog Otto II van Brunswijk-Lüneburg
- Agnes (1276-1340), huwde in 1290 met Hendrik de Jongere, zoon van landgraaf Hendrik I van Hessen en tussen 1298 en 1303 met markgraaf Hendrik I van Brandenburg
- Anna (geboren in 1280), werd zuster in het klooster van Ulm
- Lodewijk IV (1282-1347), hertog van Opper-Beieren, paltsgraaf aan de Rijn, Rooms-Duits koning en keizer van het Heilig Roomse Rijk.

## Voorouders
| Voorouders van Lodewijk II van Beieren (1229-1294) | Voorouders van Lodewijk II van Beieren (1229-1294)                  | Voorouders van Lodewijk II van Beieren (1229-1294)                  | Voorouders van Lodewijk II van Beieren (1229-1294)                  | Voorouders van Lodewijk II van Beieren (1229-1294)                  | Voorouders van Lodewijk II van Beieren (1229-1294)                   | Voorouders van Lodewijk II van Beieren (1229-1294)                   | Voorouders van Lodewijk II van Beieren (1229-1294)                     | Voorouders van Lodewijk II van Beieren (1229-1294)                     |
| -------------------------------------------------- | ------------------------------------------------------------------- | ------------------------------------------------------------------- | ------------------------------------------------------------------- | ------------------------------------------------------------------- | -------------------------------------------------------------------- | -------------------------------------------------------------------- | ---------------------------------------------------------------------- | ---------------------------------------------------------------------- |
| Overgrootouders                                    | Hendrik de Leeuw (1129/30-1195) ∞ Mathilde Plantagenet (1156-1189   | Hendrik de Leeuw (1129/30-1195) ∞ Mathilde Plantagenet (1156-1189   | Koenraad de Staufer (1134-1195) ∞ Irmingard van Henneberg (-1204)   | Koenraad de Staufer (1134-1195) ∞ Irmingard van Henneberg (-1204)   | Otto I van Beieren (1117-1183) ∞ Agnes van Loon (1150-1191)          | Otto I van Beieren (1117-1183) ∞ Agnes van Loon (1150-1191)          | Frederik van Bohemen (1142-1189) ∞ Elisabeth van Hongarije (1144-1189) | Frederik van Bohemen (1142-1189) ∞ Elisabeth van Hongarije (1144-1189) |
| Grootouders                                        | Hendrik V van Brunswijk (1173-1227) ∞ Agnes van Staufen (1177-1204) | Hendrik V van Brunswijk (1173-1227) ∞ Agnes van Staufen (1177-1204) | Hendrik V van Brunswijk (1173-1227) ∞ Agnes van Staufen (1177-1204) | Hendrik V van Brunswijk (1173-1227) ∞ Agnes van Staufen (1177-1204) | Lodewijk de Kelheimer (1173-1231) ∞ Ludmilla van Bohemen (1170-1240) | Lodewijk de Kelheimer (1173-1231) ∞ Ludmilla van Bohemen (1170-1240) | Lodewijk de Kelheimer (1173-1231) ∞ Ludmilla van Bohemen (1170-1240)   | Lodewijk de Kelheimer (1173-1231) ∞ Ludmilla van Bohemen (1170-1240)   |
| Ouders                                             | Agnes van de Palts (1201-1267) ∞ Otto II van Beieren (1206-1253)    | Agnes van de Palts (1201-1267) ∞ Otto II van Beieren (1206-1253)    | Agnes van de Palts (1201-1267) ∞ Otto II van Beieren (1206-1253)    | Agnes van de Palts (1201-1267) ∞ Otto II van Beieren (1206-1253)    | Agnes van de Palts (1201-1267) ∞ Otto II van Beieren (1206-1253)     | Agnes van de Palts (1201-1267) ∞ Otto II van Beieren (1206-1253)     | Agnes van de Palts (1201-1267) ∞ Otto II van Beieren (1206-1253)       | Agnes van de Palts (1201-1267) ∞ Otto II van Beieren (1206-1253)       |